# Ergativ
Ergativ je padež imenice koja je u ergativnim jezicima u službi vršioca prijelazne radnje.

## Osobine
U ergativnim jezicima ergativ je uglavnom obilježen, dok je apsolutiv neobilježen. Ellen Woolford u znanstvenom je radu iz 2004. godine zaključila da ergativ identificira svjesnog vršioca radnje.
Primjerice, u zapadnom grenlandskom ergativ obilježava vršioce prijelazne radnje i imaoce iskazane imenicama.
Jezik nez perce čine ergativ (-nim) i akuzativ (-ne), ali i apsolutiv, neobilježen padež za neprijelazne subjekte: hipáayna qíiwn ‘starac je stigao’; hipáayna wewúkiye ‘los je stigao’; wewúkiyene péexne qíiwnim ‘starac je ugledao losa’.
U sahaptinu postoji ergativ (uz sufiks -nɨm) koji je ograničen na prijelazne konstrukcije u kojima je izravni objekt u prvom ili drugom licu: iwapáatayaaš łmámanɨm ‘starica mi je pomogla; paanáy iwapáataya łmáma ‘starica je pomogla njemu/njoj’ (izravan); páwapaataya łmámayin ‘starica je pomogla njemu/njoj’ (obrnuto).
Među ostalim jezicima u kojem se nalazi ergativ su gruzijski, čečenski jezik i ostali jezici Kavkaza, majanski jezici, jezici Mixe–Zoque, Wagiman i ostali australski jezici, ali i baskijski, burushaski i tibetski jezici. Među indoeuropskim jezicima ergativni su jezici yaghnobi, inačice kurdskog jezika (među kojima se nalaze sjevernokurdski jezik, zazaki i centralnokurdski jezik), hindski jezik i urdu.
Ergativ je dio i nekih umjetnih jezika, kao što su na'vi, ithkuil i crni govor.